# 常卫
常卫（1966年9月—），男，河南偃师人，中华人民共和国政治人物。中央党校科学社会主义专业法学硕士，北京工业大学管理科学与工程专业在职管理学博士。 

## 生平
1985年12月加入中国共产党。1991年8月参加工作，历任中共中央办公厅秘书局助理调研员、副处级秘书、正处级秘书、副局级秘书、正局级秘书，北京市广播电视局副局长，中共北京市委宣传部副部长(正局级)。
2011年9月任中共北京市东城区委副书记、政法委书记。
2013年3月任中共北京市怀柔区委副书记、代区长；2013年12月任怀柔区区长。
2017年7月，任中共怀柔区委书记。
2019年5月，任中共北京市石景山区委书记。